# Kingston et les Îles (circonscription provinciale)
Circonscription électorale provinciale du Canada
Kingston et les Îles ((en) Kingston and the Islands) est une circonscription provinciale de l'Ontario représentée à l'Assemblée législative de l'Ontario depuis 1966.

## Géographie
La circonscription comprend la ville de Kingston ainsi qu'une partie avoisinante des Mille-Îles à l'embouchure du lac Ontario, soit le canton de Frontenac Islands.
Après le redécoupage de 2012, les circonscriptions limitrophes sont Baie de Quinte, Hastings—Lennox and Addington, Lanark—Frontenac—Kingston et Leeds—Grenville—Thousand Islands et Rideau Lakes. En 2011, les circonscriptions limitrophes étaient Prince Edward—Hastings, Lanark—Frontenac—Lennox and Addington et Leeds—Grenville.

## Historique
| Législature                                            | Années        | Député        | Député         | Parti         |
| ------------------------------------------------------ | ------------- | ------------- | -------------- | ------------- |
| Kingston et les Îles Circonscription issue de Kingston |               |               |                |               |
| 28e                                                    | 1967-1971     |               | Syl Apps       | Conservateur  |
| 29e                                                    | 1971-1975     |               | Syl Apps       | Conservateur  |
| 30e                                                    | 1975-1977     | Keith Norton  |                | Conservateur  |
| 31e                                                    | 1977-1981     | Keith Norton  |                | Conservateur  |
| 32e                                                    | 1981-1985     | Keith Norton  |                | Conservateur  |
| 33e                                                    | 1985-1987     |               | Ken Keyes      | Libéral       |
| 34e                                                    | 1987-1990     |               | Ken Keyes      | Libéral       |
| 35e                                                    | 1990-1995     |               | Gary Wilson    | Néo-démocrate |
| 36e                                                    | 1995-1999     |               | John Gerretsen | Libéral       |
| 37e                                                    | 1999-2003     |               | John Gerretsen | Libéral       |
| 38e                                                    | 2003-2007     |               | John Gerretsen | Libéral       |
| 39e                                                    | 2007-2011     |               | John Gerretsen | Libéral       |
| 40e                                                    | 2011-2014     |               | John Gerretsen | Libéral       |
| 41e                                                    | 2014-2018     | Sophie Kiwala |                | Libéral       |
| 42e                                                    | 2018-2022     |               | Ian Arthur     | Néo-démocrate |
| 43e                                                    | 2022–2025     |               | Ted Hsu        | Libéral       |
| 44e                                                    | 2025-en cours |               | Ted Hsu        | Libéral       |

## Circonscription fédérale
Depuis les élections provinciales ontariennes du 4 octobre 2007, l'ensemble des circonscriptions provinciales et des circonscriptions fédérales sont identiques.